# Quintus Mucius Scaevola (préteur)
Quintus Mucius Scaevola est un magistrat romain du temps de la République, préteur en Sardaigne en 217 av. J.-C.
On dit qu'il était le plus habile jurisconsulte de son temps. Quintus et Publius, ses fils, succédèrent à sa réputation de science, qui fut longtemps comme héréditaire dans cette famille.

## Source
Cet article comprend des extraits du Dictionnaire Bouillet. Il est possible de supprimer cette indication, si le texte reflète le savoir actuel sur ce thème, si les sources sont citées, s'il satisfait aux exigences linguistiques actuelles et s'il ne contient pas de propos qui vont à l'encontre des règles de neutralité de Wikipédia.